# 中之条町立六合小学校
中之条町立六合小学校（なかのじょうちょうりつ くにしょうがっこう）は、群馬県吾妻郡中之条町の旧六合村域にある公立小学校。

## 沿革
- 2008年（平成20年）4月1日 - 六合村立第一小学校と六合村立入山小学校が統合し、六合村立六合小学校開校。
- 2010年（平成22年）3月28日 - 町村合併により、中之条町立六合小学校と改称。

## 通学区域
- 大字赤岩・大字日影・大字太子・大字小雨・大字生須・大字入山[1]

## 周辺
旧六合村中心部に位置する
- 中之条町役場六合支所（旧:六合村役場）
- 国道292号（通称:白砂渓谷ライン）
- 学校給食センター
- 六合郵便局
- 白砂川

## アクセス
- JR吾妻線長野原草津口駅から、
  - 中之条町営バスで16分、「郵便局前」バス停下車[2]後、徒歩。
  - 車で約8.1km・約16分。